# فنرير غريباك
فنرير غريباك المستذئب الشهير اكل الموت وهو الذي قام بتحويل ريموس لوبين إلى مستذئب عندما كان صغيرا يتزعم مجتمع المستذئبين في أوروبا كلها قام بعض بيل ويزلي في معركة هوجورتس لكنه لم يكن في حالته المذؤوبة لكنه لم تؤثر فيها فيما انه يأكل اللحوم النيئة ووجهة جرح بشدة.
فنرير غريباك هو الذئب الذي يشارك مع أكلة الموت ولكن ليس ذو مرتبة عالية ليحمل علامة الظلام، هو المستذئب الأكثر وحشية في العالم السحري وأيضا بالنسبة لأكلي الموت ، يضع نفسه قريبا من ضحاياه عند قرب اكتمال القمر لتحقيق أهدافه في عض أكثر عدد ممكن من السحرة ليصبحوا مستذئبين، وله العديد من المصابين أشهرهم ريموس لوبين مدرس الدفاع في كتاب سجين أزكابان وعضو جماعة العنقاء عندما اغضبه والد ريموس لوبين، لدي غريباك عطش للدم حتى في صورته البشرية. فنرير هو اسم الذئب القوي في الميثولوجيا الإسكندنافية.
في  والأمير الهجين، يظهر غريباك أولا في ليلة وفاة البس دمبلدور، عندما كان يهاجم هاري وقام بعض بيل ويزلي. وعلى الرغم غريباك لم يحول بيل ويزلي لأنه كان في شكل الإنسان في ذلك الوقت، لكن بيل يصبح بعد ذلك محب للحوم النادرة.
في  ومقدسات الموت، يقود غريباك عصابة الخطافين وسحرة الظلام للبحث عن أبناء العامة والغير مرغوب فيهم في مقابل الذهب. عندما أستخدم هاري اسم فولدمورت بطريق الخطأ الذي أصبح نقطه من المحرمات، تم تنبيه غريباك وعصابته للهجوم علي معسكرهم. وخطف هاري ورون وهيرمايني وأخذهم الي قصر مالفوي الصيفي. بيلاتريكس ليسترانج وعدت غريباك بهيرمايني في مقابل خدماته، ولكن السجناء كافحوا للهرب، وتعرض غريباك لثلاثة ضربات صاعقة. غريباك هو الذئب الرئيسي ضمن مجموعة المستذئبين التي ساعدت فولدمورت في معركة هوغوورتس. وخلال المعركة منعت هيرمايني - وذلك باستخدام تعويذة التفجير- غريباك من مهاجمة لافندر براون، وألقت أستاذة تريلاوني كرة بلورية عليه. وعاد للمعركة مرة أخرى في جزئها الأخير مع دخول لورد فولدمورت، ووحد رون ويزلي ونيفيل لونغبوتوم بين قواهم ليسقطوه 
صور ديف ليجينو دور فنرير غريباك في فيلم والأمير الهجين. كما أستمر في نفس الدور في الفيلمين الأخيرين ومقدسات الموت الجزء الأول والثاني
1. 1 2 3 4  مذكور في: هاري بوتر ومقدسات الموت – الجزء 2. تاريخ النشر: 15 يوليو 2011.
2. ↑  Greyback نسخة محفوظة 12 ديسمبر 2017 على موقع واي باك مشين.
3. ↑  Greyback in Battle نسخة محفوظة 12 ديسمبر 2017 على موقع واي باك مشين.